# Sulley Muntari
Sulley Ali Muntari (Konongo, 1984. augusztus 27. –)  ghánai válogatott labdarúgó, a spanyol Albacete Balompié játékosa .

## Pályafutása

### Juniorévek
A középpályás tehetségét először a Liberty Professionals klubjában mutatta be. (Többek között Essien, Pantsil és Asamoah Gyan karrierje is innen indult.) Zöldfülűként, 16 évesen már kihagyhatatlan tagja volt az U20-as válogatottnak.
2001-ben az U20-as világbajnokságon a nemzeti tizeneggyel egészen a döntőig menetelt, ahol a Saviola nevével fémjelzett argentin válogatott jelentette a végállomást.

### Profi karrierje
A torna után ugyan Muntari próbajátékon vett részt az Old Traffordon, ám végül az Udinesében kötött ki. Első szezonjában nem számítottak rá a felnőtt csapatban, 2002-ben az AC Milan ellen Spalletti edző keze alatt viszont bemutatkozhatott az első csapatban.
Szereplése az olasz első osztályban azt eredményezte, hogy meghívót kapott a szövetségi kapitánytól, és a Szlovénia elleni barátságos mérkőzésen bemutatkozhatott hazája felnőtt válogatottjában. A 2004-es olimpiai játékokon azonban nem vehetett részt, mivel összetűzésbe keveredett a kapitánnyal, így elhagyta az edzőtábort. Ekkor – mint utólag kiderült, nem véglegesen - visszavonult a válogatottságtól. Muntari belátta, hogy nem tudja magát távol tartani a nemzeti csapattól, és egy nyilvános bocsánatkéréssel ismét megnyílt számára a válogatott kapuja. 2004 novemberében újra magára húzhatta a címeres mezt.
Ezt a ghánai szövetség egyáltalán nem bánta, hiszen a középpályás oszlopos, megbízható tagja lett a csapatnak, és Ghána története során először kijutott a világbajnokságra. A játékos a 2006-os németországi viadalon robbant be a köztudatba, hiszen kitűnő játékkal és a csehek elleni találatával segítette csapatát a nyolcaddöntőig, ahol aztán Brazília ellen búcsúzni kényszerültek.
2005 nyarán a Manchester United próbálta megszerezni a játékost, ám Sulley visszautasította az ajánlatot, mert elmondása szerint jól érezte magát az olasz klubnál és még van ideje nagyobb csapathoz szegődni.
2006-ban Muntari azonban megváltoztatta álláspontját, a Premier League-be vágyódott, de csak elvétve jelentkeztek kérők. Nem úgy a téli átigazolási időszakban, amikor olyan csapatok futottak versenyt a ballábas középpályásért, mint az Internazionale, a Juventus, a Liverpool vagy éppen a Milan.
2007 májusában a Portsmouth megvette klubrekordot jelentő 7,1 millió fontért. A vételárát már az őszi mérkőzéseken elkezdte törleszteni. Legjobb idénybeli meccse eleddig az Aston Villa elleni bajnoki volt, amikor is két pazar gólt szerzett és ezután a hét játékosának választották Angliában.
2008 augusztusában 15 millió euróért visszatért Olaszországba, az Internazionale csapatához.

## Sikerei, díjai

### Csapatokkal
Portsmouth FC
- FA-kupa győztes: 2008

Inter Milan
- Supercoppa Italiana győztes: 2008

### Válogatottal
- U20-as labdarúgó-világbajnokság ezüstérmes: 2001
- Afrikai nemzetek kupája 3. hely: 2008